# Тени

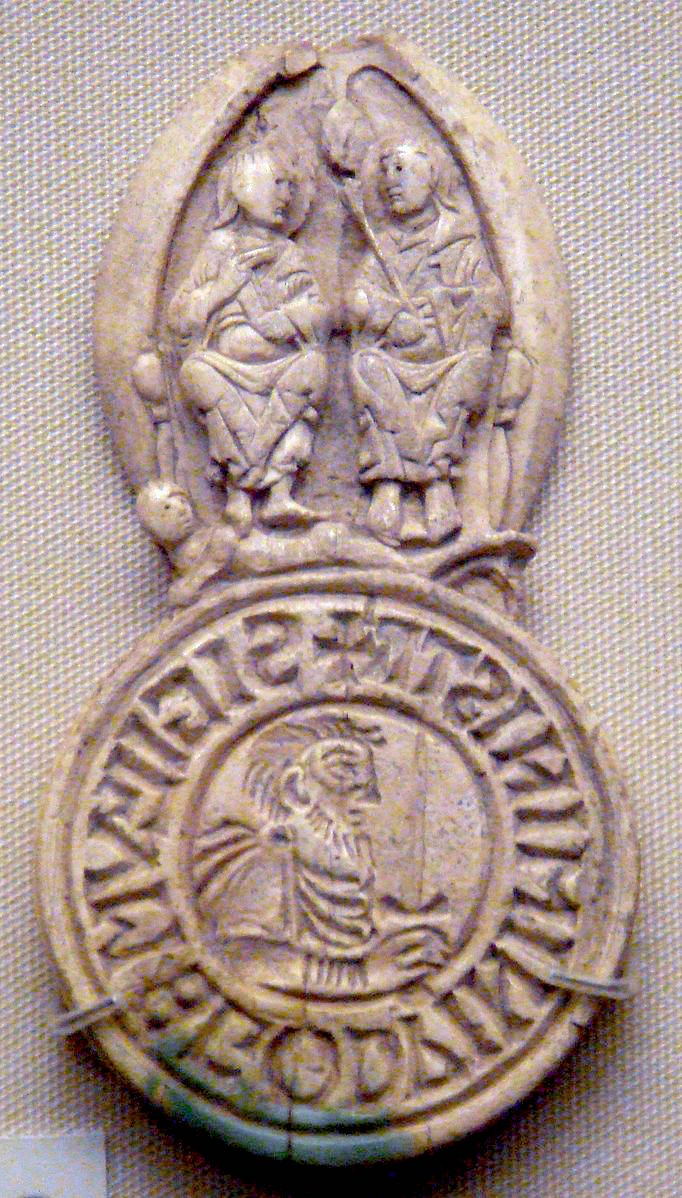
Печатка тена Годвіна, перша половина XI століття, Британський музей

Те́ни (англо-сакс.: þeg(e)n; англ. thegn; лат. tainus, miles) — прошарок військово-служилої знаті у пізній англосаксонський період історії Британії (VIII—середина XI століття). За свою службу тени забезпечувались королем земельними володіннями, що перетворювало їх у попередників лицарів феодальної Англії.

## Виникнення назви
Термін «тен» для позначення представників військово-служилої знаті почав використовуватись у англосаксонських королівствах починаючи з VIII століття і скоро витіснив більш раннє найменування «гезит», та ніяких змін у соціальному статусі або характері взаємовідносин служилих людей зі своїми сеньйорами не відбулося. Англосаксонське слово «þeg(e)n» означало «той, хто слугує» та визначало верхній шар давньоанглійського суспільства, чиї представники були зобов'язані королю військовою службою та виконанням інших функцій у державній адміністрації.

## Соціальний статус
Лінія розподілу між станами тенів та селян-керлів була самою фундаментальною соціальною межею в англсаксонському суспільстві. Вергельд тена в Вессексі становив 1200 срібних шилінгів, тобто, був у шість разів вищим, аніж вергельд селянина. У Нортумбрії це співвідношення було ще значнішим. Ранг тена був спадковим. Однак соціальний статус тена, як і його попередника гезита, продовжував визначатись не його походженням а місцем у королівській або графській адміністрації.
Верхівку прошарку тенів складали королівські тени, особи, що знаходились на службі у короля при дворі або представляли його в регіонах (у тому числі і шерифи графств). Вони слугували сполучною ланкою між королем та його підданими і виконували доручення монарха. Король, у свою чергу, забезпечував підтримання високого статусу тенів та наділяв їх землею на правах бокленду. Окрім королівських тенів існували служилі люди ерлів (англосаксонських графів). Тени, що займали провідні посади у центральному апараті державного управління, також могли мати власних тенів, які представляли їхні інтереси у суді або виконували інші доручення. Ці дві групи являли собою нижній прошарок служилих людей Англії. Той факт, що саме король був безпосереднім сеньйором більшості тенів, які проживали у різних кінцях країни, забезпечував стійкість англосаксонської монархії.
Військова зобов'язаність тенів продовжувала залишатись головною характеристикою їх положення впродовж усього англосаксонського періоду. Хоча в XI столітті сформувалась елітна каста хускарлів — воїнів особистої королівської дружини, саме тени залишались ядром збройних сил Англії до нормандського завоювання, значно перевершуючи у бойовому відношенні національне селянське ополчення — фірд. Украй важливим фактором, що сприяв міцності та єдності англосаксонської держави, було те, що навіть тени ерлів були зобов'язані явитись у військо короля у випадку необхідності під загрозою конфіскації їх володінь.
Одним з найважливіших обов'язків тенів була участь у Великій королівській раді — вітенагемоті, попередниці Парламенту. Саме тени, що представляли інтереси регіонів, забезпечували відносну незалежність цього органу від короля.

## Земельні володіння
Принцип успадкування земельної власності тенів, у тому числі і наданої королем за службу, до середини ХІ століття вже міцно утвердився в англосаксонському суспільстві. Володіння тена після його смерті розділялись між синами, у результаті чого виникла велика кількість малих земельних тримань, що ледь забезпечували проживання тенів і, що, в економічному відношенні, зближувало їх нижчий прошарок із верхівкою селянства. З іншої сторони, ряд тенів змогли зберегти цілісність своїх земель та створили крупні маноріальні господарства, на яких працювали залежні селяни. Деякі тени володіли землею у декількох графствах. Типовий тен пізнього англосаксонського періоду мав земельний наділ у 5 гайд, церкву, добре укріплену резиденцію і виконував службу у королівській адміністрації. Про рівень достатку тенів свідчить один із законів Кнуда Велкикого, відповідно до якого при вступі у володіння спадщиною син тена був зобов'язаний передати королю 4 коней (двох з яких — осідланими), 2 меча, 4 списи, 4 щити, шолом, обладунки і 50 манкусів золота.
Тени володіли землею по праву власності, а могли отримувати володіння у бокленд від короля або орендувати їх у свого сеньйора або церкви. Останні види прав на землю зближали тенів з класичним лицарством феодальної Європи. Тим не менш, в англосаксонський період умовний характер земельних володінь тенів не отримав такого розповсюдження, як у Франції, а земельні зв'язки між тенами та їх сеньйорами були набагато слабшими.

## Вплив нормандського завоювання
Після нормандського завоювання значна частина тенів покинула країну або була зведена до положення малих землевласників, що підпорядковувались новому правлячому прошарку нормандських феодалів. Ті тени, що адаптувались до нових соціальних умов в Англії та включились у васально-ленну систему французького типу, стали родоначальниками таких видатних родин пізньосередньовічної Англії, як Берклі, Кромвелі, Невілі, Ламлі, Ґрейстоуки, Одлі та Фітцвільями. Англосаксонські корені в англійській знаті особливо були сильними у Нортумберленді і Камберленді. Та у цілому нормандське завоювання ліквідувало соціальний прошарок тенів, замінивши його станом лицарів.

## Виноски
1. ↑  Якщо перекласти нортумбрійські тимси у вессекські шилінги, то вергельд тена у Північній Англії становив близько 1500 шилінгів проти 200-шилінгового вергельда нортумбрійського селянина.
2. ↑  Падіння Ґодвіна у 1051 р. багато у чому пояснювалось саме переходом його тенів на сторону короля.
3. ↑  Так, у «Книзі Страшного суду» згадується ділянка розміром у 3 гайди, якою володіли 4 тени різних сеньйорів.
4. ↑  Тену короля Едуарда Сповідника Ельфстану, наприклад, належали маєтки в Вілтширі, Дорсеті, Сомерсеті, Гемпшері, Беркширі, Глостерширі, Гертфордширі та Бедфордширі.